# Tăuteu
Tăuteu (Hongaars: Tóti) is een Roemeense gemeente in het district Bihor.
Tăuteu telt 4494 inwoners. Het hoofddorp is een etnisch Hongaars dorp (zie: Hongaarse minderheid in Roemenië), de overige dorpen zijn in meerderheid etnisch Roemeens.

## Dorpen en bevolking
De gemeente bestaat uit de volgende dorpen:
- Bogei (Bozsaly) 1277 inwoners
- Chiribiș (Bisztraterebes) 719 inwoners
- Ciutelec (Cséhtelek) 702 inwoners
- Poiana (Rétimalomtanya) 257 inwoners
- Tăuteu (Tóti) 1108 inwoners (1027 Hongaren)

Het dorp Tăuteu (Tóti) met 1 108 inwoners en 1 027 Hongaren (94,4%) behoort ook wel tot het gebied Érmellék.